# Barbudet escolopaci
El barbudet escolopaci (Pogoniulus scolopaceus) és una espècie d'ocell de la família dels líbids (Lybiidae). Habita boscos, sabanes, garrigues i terres de conreu dels sud-est de Guinea, Sierra Leone, Libèria, Costa d'Ivori, Ghana, Togo, Benín, Nigèria, sud de Camerun, Guinea Equatorial, el Gabon, República del Congo, sud de la República Centreafricana, nord i nord-est de la República Democràtica del Congo, Uganda i oest i centre de Kenya i, més cap al sud, al nord-oest d'Angola i sud i est de la República Democràtica del Congo.